# الريس السافل (القفر)

تعديل مصدري - تعديل

الريس السافل محلة تابعة لقرية بني ناجي، التابعة لعزلة بني مبارز بمديرية القفر إحدى مديريات محافظة إب في الجمهورية اليمنية، بلغ تعداد سكانها 54 حسب تعداد اليمن لعام 2004.